# Цзяньцаопин
Цзяньцаопи́н (кит. упр. 尖草坪, пиньинь Jiāncǎopíng) — район городского подчинения городского округа Тайюань провинции Шаньси (КНР).

## История
В 1954 году часть земель уезда Янцюй была передана под юрисдикцию Тайюаня. В 1970 году на них был образован Северный Пригородный район (北郊区).
В 1997 году было произведено изменение административно-территориального деления Тайюаня, и на основе Северного пригородного района, а также части земель бывшего района Бэйчэн (北城区, букв. «Северный город») в 1998 году был образован район Цзяньцаопин.

## Административное деление
Район делится на 9 уличных комитетов, 2 посёлка и 3 волости.